# Icedancer
Icedancer (Dansatorul pe gheață), este un gen de muzică instrumentală, cântată de Blue Light Orchestra din Germania.